# رانبيرناز
رانبيرناز (بالإنجليزية: Ranpirnase )‏ هو إنزيم ريبونوكلياز يوجد في الخلية البيضية في الضفدع الشمالي النمري، وهو عضو من عائلة بروتينات الريبونوكليازات البنكرياسية (RNase A) الكبيرة ويقوم بتحليل ركائز الرنا التي لها تفضل تسلسلات نوكليوتيدات اليوراسيل والغوانين. فضلا عن الأمفيناز -وهو ريبونوكلياز آخر خاص بهذا الضفدع- تمت داسة الرانبيرناز كعلاجٍ محتمل للسرطان نتيجة آليته غير المعتادة لسمية الخلايا والتي اختُبرت ضد الخلايا الورمية.
اكتُشف الرانبيرناز في البداية من قبل علماء من شركة «تامربيو» للتقانة البيولوجية، واختُبر أولا بفحوص قبل سريرية  ثم بتجارب سريرية تحت الإسمين بانون وأونكوناز على التوالي. نُسبت آلية سمية الخلايا الاختيارية للأورام الخاصة بالرانبيرناز إلى مسار تداخل الرنا، من المحتمل عبر قص جزيئات الرنا المتداخل الصغير، وإلى قص الرنا الناقل  وإلى التداخل مع مسار NF-κB. رغم الإشارات الأولية الواعدة لغدوه دواءً لورم المتوسطة، وتحديدِ حالةِ دواء يتيم له من قبل إدارة الغداء والدواء الخاصة بالولايات المتحدة سنة 2007، إلا أن المرحلة الثالثة من التجربة السريرية لم تُظهر أهمية إحصائية ضد نقاط النهاية السريرية. حاليا (ابتداء من ماي 2017) الرانبيرناز في مرحلة الدراسة السريرية 1 لعلاج الثؤلول التناسلي.